# Jean Albert
Pour les articles homonymes, voir Albert.
 (janvier 2025).
Si vous disposez d'ouvrages ou d'articles de référence ou si vous connaissez des sites web de qualité traitant du thème abordé ici, merci de compléter l'article en donnant les références utiles à sa vérifiabilité et en les liant à la section « Notes et références ».
Jean Albert, né le 15 octobre 1920 à Pessac-sur-Dordogne (Gironde) et mort le 24 octobre 2003 à Montréal, est un chanteur et compositeur français, ayant longtemps fait partie des Compagnons de la Chanson.

## Biographie

### Carrière au sein du groupe
Issu d'un milieu rural, Jean, dont le patronyme avait effacé jusqu’à l’existence même du prénom, était responsable des premiers matériels des Compagnons dès février 46. Il en était même l’un des fondateurs puisque comme beaucoup d’autres il avait fait ses « classes » au sein des Compagnons de la musique de Louis Liébard.
Il partageait avec Marc Herrand et Jean-Louis Jaubert l’une des chambres du deuxième étage de la Villa du Point du Jour de Louis Liébard.
Illusionniste, clown et acrobate, équilibriste et poète à ses heures, « Albert » qui, de l'avis de Marc Herrand donnait souvent le sentiment d'être monté sur des ressorts, a apporté au groupe un incontestable talent que les premières créations de l'ensemble mettaient sans doute encore plus en valeur. Comme si elles avaient été écrites spécialement pour lui ! Il suffit de le revoir dans les Trois cloches ou encore dans C'est pour ça, la chanson issue du film Neuf Garçons, un cœur, voire dans Perrine était servante pour s'en convaincre. Sensible aux vertus du cirque qui lui avait valu de quitter les siens très jeune, il aimait d'ailleurs se présenter comme un enfant de la balle.

### Carrière solo
Ce n’est qu’en 1956 qu’il quittera les Compagnons pour tenter une carrière en solo. Une décision qu'il justifie en évoquant une curieuse prémonition : « Il fut un temps où j’ai ressenti un urgent besoin de m’exprimer seul en scène car, un soir, j’ai vu une hydre à neuf têtes et un seul corps et je me suis imaginé coupant ma tête. Mais je réalisai que sans corps, j’allais mourir. À partir de ce moment-là, j’ai suivi des cours de chant, de comédie et de danse. J’ai écrit des chansons, j’ai créé ma mise en scène, mes éclairages et mes costumes et grâce à tout ce travail personnel vous allez voir réunis mon corps et ma tête ».
Surnommé « la tache de Soleil » par Édith Piaf, il est resté pour beaucoup « Albert le P'tit rouquin », que sa chevelure à elle seule faisait repérer au premier coup d’œil. À un point tel que lors des tournées américaines du groupe les Américains, fascinés par sa ressemblance avec l’un des premiers grands de Hollywood, avaient même voulu en faire une sorte de James Cagney bis !
Celui dont Fred Mella a dit qu'il était « un bon Compagnon » ne connaîtra cependant pas la fin envieuse que ses premières armes auraient méritée. Peut-être parce qu'il n'avait pas mesuré tous les pièges et qu'il aurait, selon Hubert Lancelot, été victime d'un entourage sans scrupules.
Sa nouvelle carrière le conduira même sur les plateaux de cinéma et lui vaudra de jouer sous la direction de Claude Trenet le rôle d'un fonctionnaire rêveur (1969). Mais, comme l'a souligné Roger Briand de Radio Canada, la vocation naît brutalement avec la violence passionnelle du coup de foudre. Et faire cavalier seul après avoir connu le travail d'équipe s'avère parfois difficile. Après solitude et déception, son courage et l'amour de la chanson se mélangeant au fil des jours le pousseront à partager ses acquis en instituant un cours d'interprétation. Avant qu'il remonte en scène, seul, pour y donner un spectacle écrit et composé par lui…
Yvon Godbout, le pianiste qui a collaboré avec lui une douzaine d'années entre 1978 et 1990, témoigne lui aussi des nombreuses qualités de notre « tache de Soleil » qui, contrairement à ce que l’on a parfois affirmé, était dotée d’une belle voix de ténor lyrique. Gilbert Gagnon, producteur et régisseur du 2e Festival d'art pyrotechnique de Montréal, a lui-même rencontré notre « petit rouquin » durant l’été 1981 au Kiosque International puisqu’il a eu l’occasion de superviser et de diriger la régie du spectacle. Pour lui, Jean restera une légende vivante hors de son temps. C’était quelqu’un qui venait d’une époque où seuls les artistes de renom sortaient victorieux des feux de la scène.

### Mort
Jean Albert est mort le 24 octobre 2003 à Montréal au Canada.

## Sources
- Marc Herrand, Yvette Giraud, La Route enchantée, éd. du Signe, Strasbourg, 2005.
- Fred Mella, Mes maîtres enchanteurs, éd. Flammarion, Paris, 2006.
- Hubert Lancelot, Nous les Compagnons de la Chanson, éd. Aubier-Archimbaud, Paris, 1989.